# Lu Yao
Lu Yao (en xinès simplificat: 路遥; en xinès tradicional: 路遙; en pinyin: Lù Yáo) és el nom de ploma de l'escriptor xinès Wang Weiguo (xinès: 王卫国), (Qingjian, 1949 - Xi'an, 1992). Premi Mao Dun de Literatura de l'any 1991 per la seva novel·la "平凡 的 世界 - píngfán de shìjiè" - traduïda a l'anglès com "Ordinary World".

## Biografia
Wang Weiguo va néixer el 3 de desembre de 1949 al districte al de Qingjian (清涧 县) de la ciutat de Yulin (榆林), al nord-est de la província de Shaanxi. Per tant, és originari d'una regió que voreja la zona desèrtica d'Ordos a la Mongòlia Interior. És important ressaltar això perquè tota l'obra de Lu Yao reflecteix la seva pertinença a aquestes contrades.
La seva família de pagesos, amb cinc germans i dues germanes era molt humil i pobre, i els seus pares el van enviar a viure amb els seus oncles.
Va iniciar els estudis a Yanchuan i el 1966 quan va esclatar la Revolució Cultural es va incorporar a la Guàrdia Roja, on gràcies a les seves capacitats va arribar a ser el vicepresident del Comitè Revolucionari de Yanchuan.
El 1973 va ingressar al Partit Comunista Xinès i va entrar a la Universitat de Yan'an a la província de Shaanxi, on va estudiar a la Facultat de Llengua xinesa i després de graduar-se va entrar a treballar com a editor a la revista Yanhe.
Va morir a Xi'an el 17 de novembre de 1992, als 42 anys, de cirrosi del fetge, malaltia genètica familiar de la qual van morir dos dels seus germans. Va ser un gran amic de Jia Pingwa (贾平凹) que va escriure un vibrant homenatge al seu amic el novembre de 2012, pel vintè aniversari de la seva mort.

### Carrera literària
La seva carrera professional com escriptor es va iniciar el 1982 i després de la mort de Mao Zedong, va canviar de forma important el seu pensament i el seu estil literari i la publicació de Rensheng (人生) va suposar un gran avenç en la seva carrera.

## Obres[2]
- Shaonü Nezha (少女哪吒)
- 1973: Yousheng hongqi (优胜红旗) (Victorius Red Flag)
- 1980: Jīngxīn dòngpò de yímù (惊心动魄的一幕)
- 1981:1982: Zài kùnnán de rìzi li (在困难的日子里) (Those Difficult Days). Novel·la de caràcter autobiogràfic.[3]
- 1982: Rensheng (人生)
- 1983: Huángyè zài qiufeng zhong piaoluò (黄叶在秋风中飘落)
- 1984:Wo he wu shù de liùci xiangyu (我和五叔的六次相遇)
- 1986-1988: Pingfan de Shijie (平凡的世界) (A Ordinary World)
  - Es l'obra més llarga de Lu, amb 1 milió de paraules. Va estar dos anys fent recerca i quatre anys per escriure-la. Des de la seva publicació es va convertir en una les novel·les més populars del país.[3]
- 1992: Zaochén cóng zhongwu kaishi (早晨从中午开始) (Morning Begins with Noon). Assaig amb més de 60.000 paraules.[3]

### Adaptació cinematogràfica
- 1984: Rensheng (人生) Traduïda a l'anglès com a "Life", va ser adaptada al cinema pel director i productor Wu Tianming i protagonitzada per Zhou Lijing, Wu Yufang i Gao Baocheng.[4] Va guanyar un premi a la millor actriu en el Festival Internacional de cine de Hawái[3] i un premi en el Hundred Flowers Awards, un dels premis més importants de la Xina, equivalent als estatunidencs, Premis Globus d'Or.[5]